# Hypercodia wheeleri
Hypercodia wheeleri är en fjärilsart som beskrevs av Elliot C.G. Pinhey 1968. Hypercodia wheeleri ingår i släktet Hypercodia och familjen nattflyn. Inga underarter finns listade i Catalogue of Life.